# Panelle

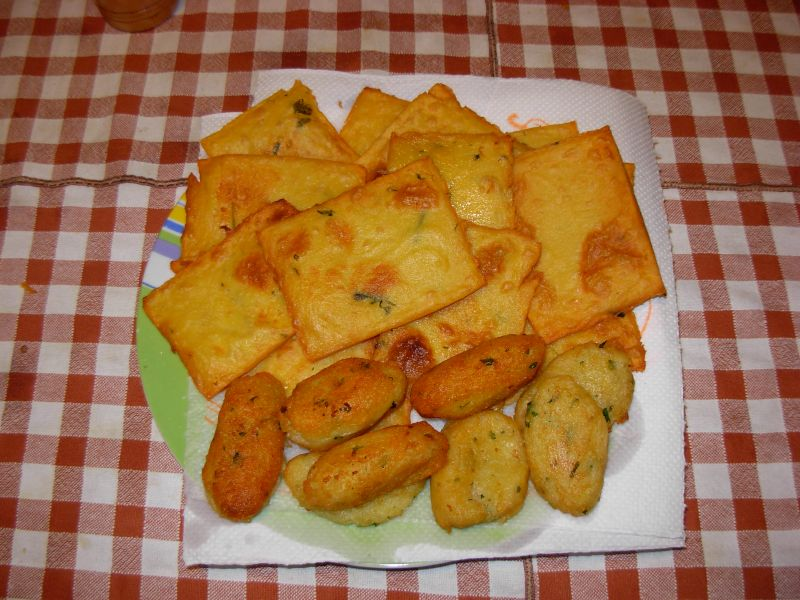
Panelle

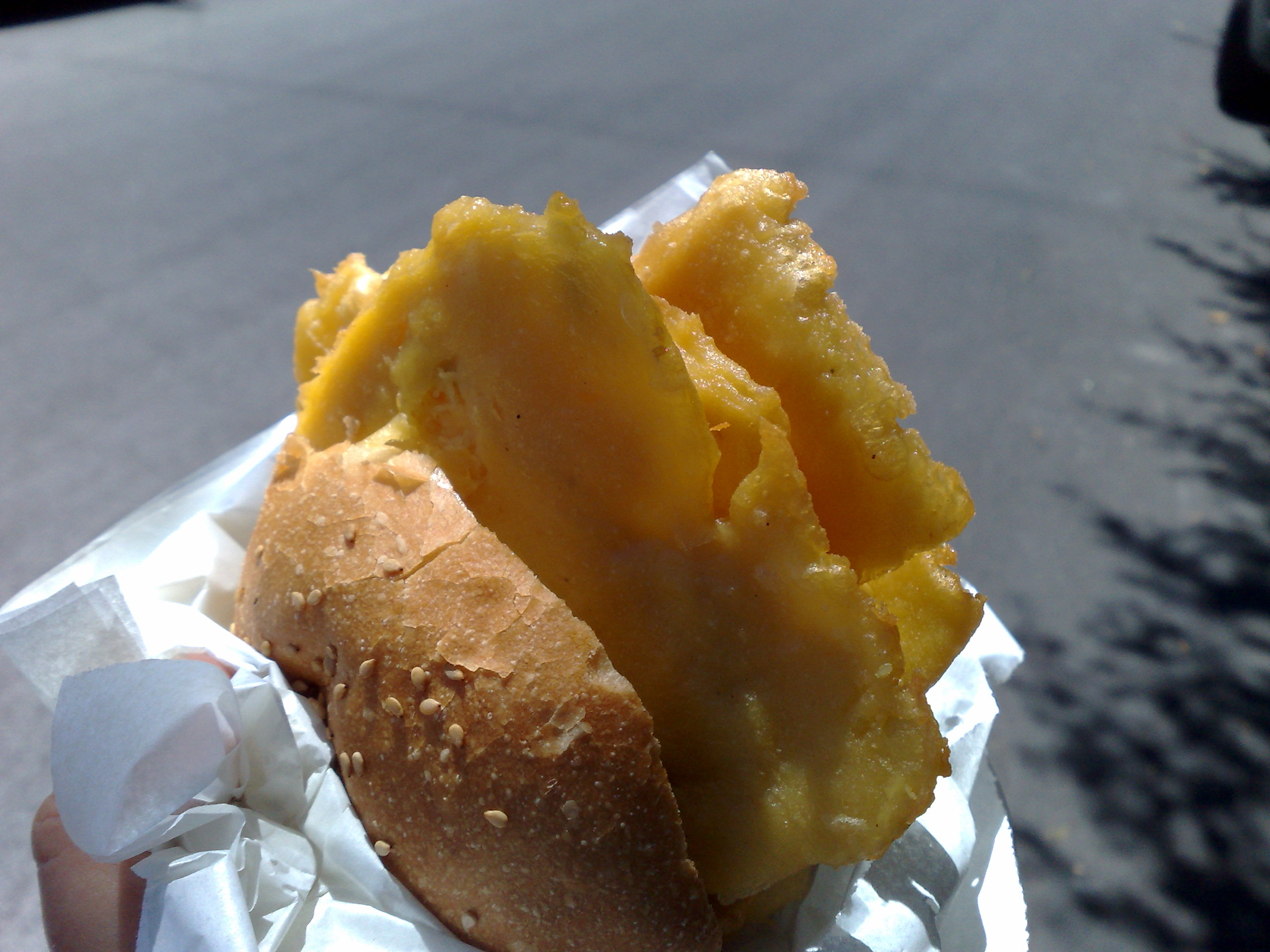
bułka z panelle

Panelle to specjał kuchni palemitańskiej. Powstał  około IX wieku w okresie arabskiej dominacji na Sycylii.
Jest to rodzaj placków z mąki z ciecierzycy, pieczonych w głębokim oleju. Tradycyjnie potrawa składa się z mąki z ciecierzycy, wody, soli i niekiedy pietruszki. Panelle spożywa się w bułce z sezamem.